# 永田雄三
永田 雄三（ながた ゆうぞう、1939年3月29日 - ）は、日本のトルコ研究者。元明治大学文学部教授、元東京外国語大学アジア・アフリカ言語文化研究所教授。東洋文庫研究員。
オスマン史研究の第一人者 。日本人研究者として初めて古文書等のトルコ現地史料を用いて研究を進め、日本語のみならずトルコ語でも研究成果を発表した。イスタンブル大学ではトルコ民族主義者のゼキ・ヴェリディ・トガンから薫陶を受けた。オスマン帝国の時代を中心に社会史の研究を行った。

## 略歴
主な出典：永田雄三先生：略歴と業績, pp. 195–196 ・“第33回セミナー「講演者プロフィール」”. 日本トルコ文化交流会 (2013年8月27日). 2024年7月20日閲覧。 
- 1939年：東京都墨田区に生まれる
- 1964年：千葉大学文理学部人文科学学科東洋史学専攻入学
- 1964年：慶應義塾大学大学院文学研究科東洋史学専攻修士課程入学
- 1965年：トルコ国立イスタンブル大学大学院文学部史学科博士課程入学
- 1969年：同大学院博士課程修了（学術論文受理、Ph.D.）
- 1970年：慶應義塾大学大学院文学研究科東洋史学専攻修士課程修了
- 1970年：財団法人東洋文庫奨励研究員（のち研究員）
- 1971年：東京外国語大学アジア・アフリカ言語文化研究所助手
- 1988年：同研究所教授
- 1995年：同研究所退官、明治大学文学部教授赴任
- 1999年 5月：トルコ共和国功労勲章（Liyakat Nişanı）受章[5][6]
- 1999年10月：第13回｢トルコ歴史学大会｣（於：アンカラ）参加 [注 2]
- 2004年：「2003年 日本におけるトルコ年」功労金メダル受賞 [注 3]
- 2005年：明治大学人文科学研究所所長[9]
- 2007年：日本・トルコ協会常任理事
- 2009年：明治大学を定年退職 [10][注 4]

## 著作

### 単著
- (トルコ語) Muhsin-zâde Mehmed Paşa ve âyânlık müessesesi. 〈アジア・アフリカ言語文化叢書 no.6〉. Tokyo: Institute for the Study of Languages and Cultures of Asia and Africa. (1976). NCID BA52598343
  - トルコで再刊： Muhsin-zâde Mehmed Paşa ve âyânlık müessesesi. 〈Osmanlı araştırmaları,5〉. İzmir: Akademi Kitabevi. (1999). NCID BA49957288
- Studies on the Social and Economic History of the Ottoman Empire. 〈Türk tarihi araştırmaları,4〉. İzmir: Akademi Kitabevi. (1995)[13]. NCID BA27749775
- (トルコ語) Tarihte Âyânlar：Karaosmanoğulları üzerinde bir İnceleme. Ankara: Türk Tarih Kurumu Yayinlari. (1997)（訳題『歴史におけるアーヤーン：カラオスマンオウル家に関する研究』）[注 5]。NCID BA37610931

※江川ひかり「書評：永田雄三著『歴史におけるアーヤーン - カラオスマンオウル家に関する研究』トルコ歴史学協会, アンカラ, 1997年, XXV+330頁」『オリエント』第41巻第2号、1998年、245-252頁、doi:10.5356/jorient.41.2_245。
- 『前近代トルコの地方名士：カラオスマンオウル家の研究』刀水書房〈明治大学人文科学研究所叢書〉2009年[注 6][注 7]。NCID BA90123384。
- 『トルコの歴史』上・下巻、刀水書房〈刀水歴史全書 101〉、2023年[17]。NCID BD01629816, BD01629860。

### 共著
- 『中東現代史 I トルコ・イラン・アフガニスタン』加賀谷寛・勝藤猛と共著、山川出版社〈世界現代史 11〉、1982年 / 2001年「トルコ」増訂、「アフガニスタン」改訂。NCID BB22487114
- 『中央ユーラシアの世界』護雅夫・岡田英弘 編、山川出版社〈民族の世界史 4〉、1990年[注 8]。NCID BN04895452。
- 『西アジア〈下〉』加藤博と共著、朝日新聞社〈地域からの世界史 8〉、1993年。ISBN 978-4022585035。NCID BN0928287X
- 『成熟のイスラーム社会』羽田正と共著、中央公論社〈世界の歴史 15〉、1998年／中公文庫 2008年[注 9]。NCID BA85825600 。

※江川ひかり「≪書評・新刊紹介≫永田雄三／羽田正著『世界の歴史15 成熟のイスラーム社会』 -「新しい酒」への誘い」『明大アジア史論集』第4巻、明治大学東洋史談話会、1999年3月、80-88頁、hdl:10291/21377。
- 『植民地主義と歴史学：そのまなざしが残したもの』寺内威太郎・李成市・矢島國雄と共著、刀水書房〈明治大学人文科学研究所叢書〉、2004年[18]。NCID BA66783897。
- 『トルコとは何か』藤原書店〈別冊『環』14〉、2008年[注 10]。NCID BA8596838X。
- 『世紀末イスタンブルの演劇空間 : 都市社会史の視点から』江川ひかりと共著、白帝社〈白帝社アジア史選書〉、2015年。 NCID BB1928838X。

※宮下遼「書評：永田雄三, 江川ひかり著『世紀末イスタンブルの演劇空間：都市社会史の視点から』」『オリエント』第59巻第1号、日本オリエント学会、2016年、82-86頁、doi:10.5356/jorient.59.1_82。
- 『テュルクを知るための61章』小松久男編著、明石書店、2016年[20]。NCID BB2188501X。
- (トルコ語) Bir Kentin Toplumsal Tarihi Açısından Osmanlı’nın Son Döneminde İstanbul’da Tiyatro ve Çevresi. İstanbul: Dergah Yayınları. (2021)（訳題『都市社会史の視点からみたオスマン帝国末期イスタンブルの演劇空間』）[注 11]。NCID BC14095218

### 編著
- 『西アジア史Ⅱ イラン・トルコ』山川出版社〈新版 世界各国史 9〉、2002年。 NCID BA58314788。
- 『トルコ史』山川出版社〈Yamakawa selection〉、2023年。 NCID BD03388404。 - ※『西アジア史Ⅱ』 をもとに、トルコに関する部分を再構成[21]。

### 編訳
- 『トルコ』全3巻 、ほるぷ出版〈世界の教科書=歴史 001-003〉、1981年。NCID BN00933946。

### 共編著
- 『牧畜民』松原正毅と共編、東洋経済新報社〈イスラム世界の人びと 3〉、1984年。 NCID BN04450558。－執筆者：松原正毅・永田雄三・片倉もとこ・谷泰・梅村坦・松井健・小川了・高井清仁・三木亘
- Tax Farm Register of Damascus Province in the Seventeenth Century: Archival and Historical Studies （三浦徹[22]・清水保尚と共編）. Tokyo: Toyo Bunko(東洋文庫). (2006). NCID BA76710641

※黒田沙津紀「新刊紹介 Nagata Yuzo, Miura Toru and Shimizu Yasuhisa (eds.) Tax farm register of Damascus Province in the seventeenth century: archival and historical studies--(訳題『17世紀ダマスクス州徴税請負台帳：文書学的・歴史学的研究』)」『明大アジア史論集』第11号、2007年3月、62-65頁、NAID 40015918914。
- 『トルコを知るための53章』大村幸弘・内藤正典と共編、明石書店〈エリア・スタディーズ 95〉、2012年[1] 。NCID BB08779787。
  - 電子書籍版：2022年[23]

### 論文
- 永田 雄三 - CiNii Research